# Woodfordia (vogels)
Woodfordia'' is een overbodig geworden geslacht binnen de familie brilvogels en telde 2 soorten.
- zosterops lacertosa synoniem: Woodfordia lacertosa – Sanfords brilvogel
- zosterops superciliosa synoniem: Woodfordia superciliosa –   Woodfords brilvogel

Apalopteron · Chlorocharis · Cleptornis · Heleia · Lophozosterops · Madanga · Megazosterops · Oculocincta · Rukia · Tephrozosterops · Woodfordia · Zosterops · Zosterornis